# Улица Лобачевского (Казань)

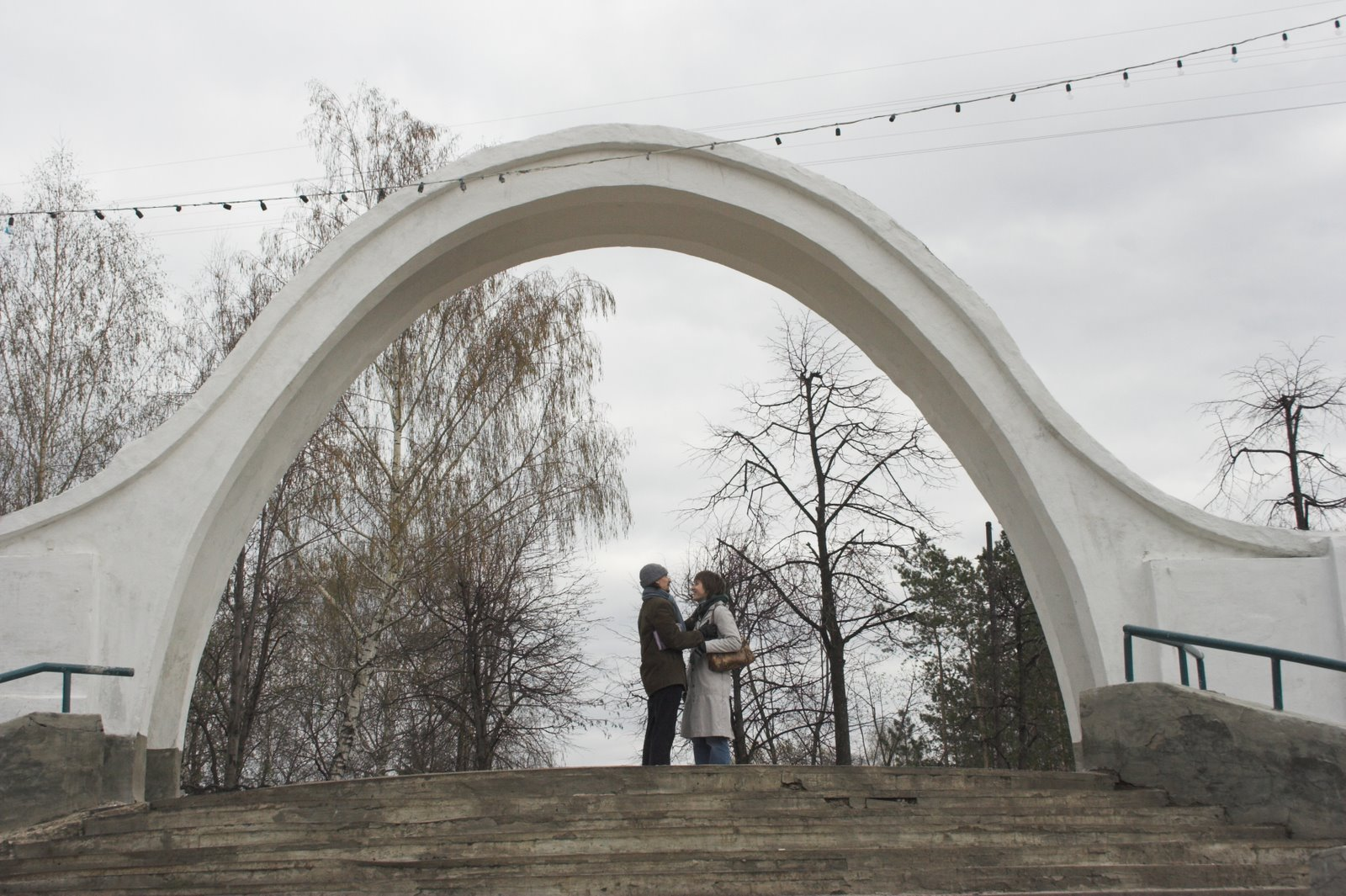
Арка любви — вход в парк Чёрное озеро со стороны улицы Лобачевского (вид из парка)

Улица Лобачевского (тат. Лобачевский урамы) — улица в историческом центре Казани. Названа в честь Николая Ивановича Лобачевского — выдающегося русского математика и ректора Императорского Казанского университета.

## География
Улица начинается от Кремлёвской улицы как продолжение Астрономической улицы, пересекает улицы Дзержинского и Карла Маркса, и заканчивается пересечением с Большой Красной улицей.
Параллельно ей идут улицы Кави Наджми, Профессора Нужина (южнее улицы Дзержинского), Театральная и Карла Фукса (севернее неё).

## История
Местность, занимаемая улицей, была занята городом ещё в период Казанского ханства. После захвата Казани русскими территорию современной улицы занимали стрелецкие слободы. В современном виде улица начала сформировываться после того, как город начал застраиваться по генеральном плану. Улица имела в основном каменную застройку уже к началу XIX века.
Первоначально часть современной улицы от Большой Красной до Черного озера называлась Почтамтской улицей (по расположенной недалеко зданию почтовой конторы), а оставшаяся часть — Баратаевской улицей (по дому князя Баратаева). В 1893 году в честь столетнего юбилея Николая Лобачевского они были объединены в улицу Лобачевского (или Лобачевскую улицу).
До революции административно относилась к 1-й полицейской части.
После введения районного деления в Казани относилась к Бауманскому району, Бауманскому и Молотовскому районам, Бауманскому, Бауманскому и Вахитовскому районам, а с 1995 года — к Вахитовскому району.

## Примечательные объекты
- № 1/29 — здание химического факультета Казанского университета (арх. Ахмед Бикчентаев[тат.], 1953 г.).[14]
- угол улиц Лобачевского и Кремлёвская — сквер им. Лобачевского с памятником Н. И. Лобачевскому.
- № 2/31 — здание Казанского научного центра РАН (бывший дом Баратаева, нач. XIX века, перестраивалось в разные времена Фомой Петонди, Петром Романовым и Михаилом Литвиновым).[15] Во время немецко-советской войны в здании располагался эвакуационный госпиталь № 1665.[16]
- № 3 — здание Михайловских номеров.[17]
- № 4 — дом Н. И. Чарушина.[18] В позднесоветский период — общежитие КАПО.[19]
- № 5 — здание цветочного магазина Квасникова (начало ХХ в).[20]
- между чётной и нечётной сторонами ул. Дзержинского — парк «Чёрное озеро» и арка влюблённых (по левую сторону) и Ленинский сад (по правую сторону).[21]
- № 6/27 — дом Алексеевых-Сахарова (середина XIX в.).[22]
- № 7/25 — дом Гордеева (1832 г.).[23]
- № 9/30 — дом И. Г. Стахеева.[24] В этом доме проживал заместитель министра здравоохранения ТАССР Товий Эпштейн.[25]
- № 10 — городская усадьба (арх. Фёдор Амлонг, 1906 г.).[26]
- № 11/27 — дом С. Т. Аксаковой (1-я половина XIX в.).[27]
- № 12/32 — дом Пальчиковой.[28]
- № 14/29 — жилой дом XIX века (1869 г.).[29]
- № 15/32 — жилой дом СУ-480 (треста «Таттрансгидромеханизация»).[30][31]
- № 16/34 — здание бани № 3 (1934 г.).[32]

### Утраченные
- угол улиц Лобачевского и Кремлёвская — Воскресенский собор (арх. Генрих Розен, 1876—1890 гг., снесён в 1930-х гг.).[33]

## Известные жители
- В разные времена на улице проживали архитектор Иван Колмаков,[34], актёр и писатель Василий Андреев-Бурлак,[35] биолог Михаил Рузский,[34] генерал-лейтенант Михаил Козловский,[34] председатель Вятского окружного суда Николай Миллер,[34] актёр Василий Качалов,[36] юрист и историк права Адольф Осипов,[34] невропатолог Алексей Янишевский,[34] врач, соучредитель и председатель Литовского Красного Креста Рокас Шлюпас,[34] генерал-майор, начальник Астраханского губернского жандармского управления Яков Шейман,[37] физиотерапевт и невропатолог Григорий Клячкин[38], народный артист Татарской АССР Зайни Султан[36].

## Транспорт
- Общественный транспорт по улице не ходит; ближайшие остановки находятся на улице Карла Маркса. Ближайшие станции метро — «Кремлёвская» и «Площадь Тукая».

### Трамвай
В последнем десятилетии XIX века по участку улицы Лобачевского между Левой Черноозёрской и Покровской улицами начала курсировать «конка», которая в 1899/1900 году была сменена Грузинской линией (№ 3) трамвая. К середине 1920-х годов трамвайное движение было прекращено.

### Комментарии
1. ↑  реже — Поперечно-Почтамтская улица[5]